# 梁俭
梁俭（1940年11月—），男，汉族，江西临川人，中华人民共和国畜牧兽医专家、政治人物，宁夏回族自治区政协原副主席，中国国民党革命委员会中央委员会原常务委员，第十届全国政协委员。